# Panko Brashnarov
Panko Brashnarov (en macédonien et en bulgare: Панко Брашнаров), né le 27 juillet 1883 à Veles et mort le 13 juillet 1951 au camp politique de Goli Otok, est un révolutionnaire macédonien, membre de l’Organisation révolutionnaire intérieure macédonienne, puis de l'Organisation révolutionnaire intérieure macédonienne unie, après qu'il s'est rapproché des communistes. 

## Biographie
Né à Veles (Köprülü), alors dans le Vilayet du Kosovo de l’Empire ottoman, Brashnarov fait ses études à Skopje et ressort diplômé en 1901 de l'École bulgare de pédagogie de Skopje (bg). Il devient alors membre du VMRO et prend part à l'insurrection d'Ilinden en 1903. 
En raison de ses convictions politiques, Brashnarov est obligé de fuir sa Macédoine natale, occupée par les Serbes en 1913 et se réfugie en Bulgarie, où il prend contact avec d'autres activistes bulgares. Après la Première Guerre mondiale, il retourne en Macédoine du Vardar et rejoint la Ligue des communistes de Yougoslavie en 1919, avant d'être élu un des chefs de l'Organisation révolutionnaire intérieure macédonienne unie en 1925 à Vienne. En raison de son orientation politique, il est détenu à Maribor de 1929 à 1936. Pendant la Seconde Guerre mondiale, il rejoint les communistes et se bat contre les forces de l’Axe. 
Brashnarov était le premier orateur de l’Assemblée antifasciste pour la libération du peuple macédonien en 1944. Après la guerre, il a tenté d’établir de meilleures relations avec la Bulgarie et l’Union soviétique. Par conséquent, en 1950, il a est envoyé par le régime au camp politique de Goli Otok, où il mourut l’année suivante,.